# ملانی لیبرد
ملانی لیبرد (انگلیسی: Melanie Liburd؛ زادهٔ ۱۱ نوامبر ۱۹۸۷) بازیگر انگلیسی است. وی از سال ۲۰۱۲ میلادی تاکنون مشغول فعالیت بوده‌است. ملانی لیبرد از مادری انگلیسی و پدری اهل سنت کیتس متولد شد و در هرفوردشر بزرگ شد.  او مدرک کارشناسی هنر در طراحی مد دریافت کرد. سپس در مدرسه بازیگری آیدنتیتی آموزش دید.
از فیلم‌ها یا برنامه‌های تلویزیونی که وی در آن نقش داشته‌است، می‌توان به ماده تاریک، این ما هستیم و هیچ‌کس اشاره کرد.